# Erigeron komarovii
Erigeron komarovii là một loài thực vật có hoa trong họ Cúc. Loài này được Botsch. mô tả khoa học đầu tiên năm 1954.